# Someșul Mic
Der Someșul Mic (deutsch Kleiner Somesch; ungarisch Kis-Szamos) ist der linke Quellfluss des Someș im Nordwesten von Rumänien.
Der Someșul Mic entsteht bei Gilău am Zusammenfluss seiner beiden Quellflüsse, Someșul Rece (Kalter Somesch) von rechts und Someșul Cald (Warmer Somesch) von links, welche im Apuseni-Gebirge entspringen. Der Someșul Mic fließt in östlicher Richtung, durchfließt die Großstadt Cluj-Napoca und wendet sich etwa 10 km später nach Norden. Er fließt in einem breiten Tal an Gherla vorbei und trifft östlich von Dej auf den von Osten kommenden Someșul Mare, mit dem er sich zum Someș vereinigt. Der Someșul Mic hat eine Länge von etwa 90 km. Einschließlich Quellflüssen beträgt die Gesamtlänge 178 km. Das Einzugsgebiet umfasst 3773 km². 